# 롭 라이펠드
로버트 "롭" 라이펠드(영어: Robert "Rob" Liefeld, 1967년 10월 3일 ~ )는 독특한 화풍으로 알려진 미국의 만화가이다. 데드풀, 케이블 등 많은 캐릭터의 창조자이다.